# Доње Клештино
Доње Клештино (грч. Κάτω Κλεινές, Като Клинес) је насеље у Грчкој у општини Лерин, периферија Западна Македонија. Према попису из 2021. било је 297 становника.
На попису из 1991. године Доње Клештино је имало 529 становника, од чега су Словени апсолутна већина а Грци мањина.

## Становништво
| Година       | 1951 | 1961 | 1971 | 1981 | 1991 | 2001 | 2011 |
| ------------ | ---- | ---- | ---- | ---- | ---- | ---- | ---- |
| Становништво | 955  | 812  | 532  | 523  | 529  | 455  | 394  |